# Neerwolde
Neerwolde of Neerwold is een voormalig drassig veengebied ten zuidwesten van de Nederlandse stad Groningen, dat tegenwoordig deels onderdeel vormt van het Paterswoldsemeer. Het is onbekend waar de buiten- en binnengrenzen van het gebied lagen. Grofweg heeft het gelegen ten zuiden van het Tammingeland, ten noorden van het Eelderdiep en ten westen van de Drentsche Aa.
Historisch geograaf Jan van den Broek heeft in zijn boek Groningen, een stad apart een eerste aanzet gegeven tot de grensbepaling van het gebied. Volgens hem bestond Neerwolde uit drie delen:
- Het noordelijke deel vormde onderdeel van het Gelkingeland en behoorde tot de stadstafel van Groningen. Theoretisch zou het 'Noorderbuurschap' kunnen worden genoemd naar analogie van de beide andere delen, maar deze naam komt nergens voor in oorkonden. Mogelijk lag dit gebied ergens tussen de Peizerweg en de Laan Corpus den Hoorn.
- Het deel ten zuiden daarvan heette 'Middelbuurschap' en werd vaak als 'Den Hoorn' aangeduid. Dit deel vormde onderdeel van de marke van Helpman. Er stond in de 14e eeuw een uithof van het klooster Maria in Campis. Later werd hier het klooster Maria Ten Hoorn gebouwd. De Pishorn lag aan oostzijde van dit deel.
- Het zuidelijke deel heette 'Zuiderbuurschap' en vormde onderdeel van de marke van Haren.

Middelbuurschap en Zuiderbuurschap waren eerder waarschijnlijk onderdeel van Hemmerwolde (waarvan de grenzen eveneens onbekend zijn). Het gebied werd vanaf de 14e eeuw in cultuur gebracht. Tussen 1780 en 1820 werd er door Friese turfgravens veen afgegraven, waardoor ongewild het Paterswoldsemeer ontstond.